# Estação Prospekt Pobedy (metro de Cazã)
Prospekt Pobedy (em russo:  Проспект Победы, em tártaro:  Җиңү проспекты) é uma estação terminal da linha Tsentralhnaia (Linha 1) do Metro de Cazã, na Rússia. A estação «Prospekt Pobedy» está localizada após a estação «Gorki».